# Вулиця Професора Ейхельмана
Ву́лиця Профе́сора Е́йхельмана — вулиця у Святошинському районі міста Києва, селище Жовтневе. Пролягає від вулиці Тараса Бульби-Боровця до тупика.
Прилучаються вулиці Петра Дорошенка і Академіка Біляшівського.

## Історія
Вулиця виникла в 50-ті роки XX століття, мала назву вулиця Щорса, на честь Миколи Щорса. У липні 1965 року набула назву вулиця Олени Соколовської, на честь більшовицької революціонерки Софії Соколовської (Олени Свєтлової). З листопаду 1965 року носила назву вулиця Костюка, на честь голови Київського облвиконкому Трохима Костюка.
Сучасна назва на честь громадського та політичного діяча, вченого-правознавця Отто Ейхельмана — з 2021 року.